# Com si fos ahir
Com si fos ahir és una telenovel·la de TV3, que s'estrenà l'11 de setembre de 2017.
La sèrie va ser concebuda i dissenyada per la guionista Núria Furió amb l'objectiu que s'estrenés la temporada 2016-2017, però la mala situació econòmica per la que passava TV3 va impedir afrontar les despeses que suposava posar en marxa una sèrie nova (principalment construcció de decorats i cerca de localitzacions). Això va fer que La Riera s'allargués una vuitena temporada i l'estrena de Com si fos ahir es retardés un any. Inicialment es va plantejar que es localitzés a Vilanova i la Geltrú, però es va acabar decidint ubicar-la a Barcelona. El rodatge va començar el 10 de juliol de 2017. La sèrie ha liderat l'audiència en la seva franja d'emissió les primeres sis temporades, amb una quota mitjana del 18,6% en la sisena temporada.
El 8 de novembre de 2022 es va emetre el capítol número 1.000, i el març de 2025 va arribar a la xifra de 1.500 episodis.

## Argument
La trama de la sèrie gira al voltant d'un grup d'amics de l’institut Reina Sibil·la que es retroben, 30 anys després, en l’enterrament d'un dels seus antics companys: el Ferran, germà de l’Andreu (Marc Cartes), mort en un tràgic accident de trànsit. Paral·lelament també es veu com la família del difunt reacciona a la pèrdua del pal de paller de la família.

## Personatges
- Marc Cartes, com a Andreu Vilella Armengol (T1-actualitat), protagonista
- Àurea Márquez, com a Gemma Molins Costa (T1-actualitat), protagonista
- Eduard Farelo, com a Miquel Cuevas Garcia (T1-actualitat), protagonista
- Sílvia Bel, com a Marta Ramis Muñoz (T1-actualitat), protagonista
- Andrés Herrera, com a Jordi Quílez Soler (T1-actualitat), protagonista
- Montse Germán, com a Sílvia Grau Maymó (T1-actualitat), protagonista
- Alicia González Laá, com a Eva Codina Millà (T1-actualitat), protagonista
- Jordi Rico, com a Quim Muñoz Pijuan † (T1-T6), protagonista
- Marta Angelat, com a Joana Armengol Martí, mare de l'Andreu (T1-recurrent)
- Manel Barceló, com a Vicenç Vilella, pare de l'Andreu (T1-recurrent)
- Elena Gadel, com a Noe Linares Sarabia, dona del Miquel (T1-actualitat)
- Olalla Moreno, com a Cati Adrover, dona del Quim (T1-T8)
- Pepo Blasco, com a Litus Ramis Muñoz, germà de la Marta i cosí del Quim (T1-actualitat)
- Biel Montoro, com a Manel Vilella Molins, fill de l'Andreu i de la Gemma (T1-actualitat)
- Berta Castañé, com a Júlia Codina Millà, filla de l'Eva (T1-T6)
- Enric Auquer, com a Eloi Quílez Grau, fill de la Sílvia i el Jordi (T1-T3)
- Ángela Cervantes, com a Anna Quílez Grau, filla de la Sílvia i el Jordi (T1-T5)
- Marco H. Medina, com a Marc Muñoz Adrover, fill del Quim i la Cati (T1-T8)
- Jaume Solà, com a Ismael Ramis, fill del Litus (T1-T8)
- Cristina Genebat, com a Helena Reig Orozco, cunyada de l'Andreu (T1-T3)
- Mar Alaya, com a Alba Vilella Reig, filla de l'Helena (T1-T3)
- Max Sampietro, com a Martí Vilella Reig, fill de l'Helena (T1-T3)
- Josep Julien, com a Marcos Alberdi (T1-T3)
- Susanna Garachana, com a Roser Dalmau (T1-T3)
- Maria Rodríguez Soto, com a Sandra Busquets (T1-T3)
- Ramon Pujol, com a Xavi Galiana (T1-T6)
- Òscar Rabadan, com a Santi Masdeu (T1-T4)
- Marta Tricuera, com a Magda (T1-recurrent)
- Gemma Martínez, com a Charo (T1-recurrent)
- Xavi Soler, com a Sebas (T1-T2)
- Oriol Genís, com a Paco Linares †, pare de la Noe (T1-T4)
- Teresa Urroz, com a Mari Carmen Sarabia, mare de la Noe (T1-actualitat)
- Nil Aparici, com a Èric Gómez Linares, fill de la Noe (T1-actualitat)
- Sergi Torrecilla, com a David Gómez, pare de l'Èric (T1-recurrent)
- Laia Ricart, com a Íngrid, mare de l'Ismael (T1-recurrent)
- Tilda Espluga, com a Victòria (T1-T2)
- Roger Coma, com a Ivan, soci de la Sílvia (T2-actualitat)
- Ester Cort, com a Pili, actual exparella de l'Andreu (T2-T7)
- Anna Güell, com a Paz, actual parella de la Joana (T2-recurrent)
- Miquel Gelabert, com a Armando Ràfols (T1-T2)
- Laura Aubert, com a Paula Casamada, neboda de l'Armando (T1-T2)
- Santi Ricart, com a Pep Huertas, treballador d'Adalisa i parella de l'Eva (T1-T2)
- Àlvar Triay, com a Jaume, treballador d'Adalisa (T1-T2)
- Adeline Flaun, com a Fabiola, treballadora d'Adalisa (T1-T2)
- Miquel Bonet, com a Enric, treballador d'Adalisa (T1-T2)
- Mar del Hoyo, com a Laia Baqué (T1-T2)
- Xènia Reguant, com a Vero Cauder, amiga de la Noe (T1-T2;T7)
- Miquel Sitjar, com a Òscar (T1-T2)
- Mireia Oriol, com a Estrella (T1-T2)
- Marc Martínez, com a Cesc Giménez (T1)
- Míriam Tortosa, com a Cris (T1)
- Maife Gil, com a Pilar Muñoz †, mare de la Marta i el Litus (T1)
- Enric Cambray, com a Blai Galiana (T1)
- Maria Lanau, com a "González" † (T1)
- Fina Rius, com a Adela † (T1)
- Lu Colomina, com a Diana Romero (T1)
- Roser Vilajosana, com a Ari (T1)
- Mercè Garcés, com a Tània (T1)
- Pau Sánchez, com a Guillem, fill de la Noe i el Miquel (T2-recurrent)
- Bernat Quintana, com a Valentí Terrades (T2)
- Miriam Iscla, com a Marina Verdaguer (T2)
- Pau Durà, com a Bernat Montfort (T2)
- Katrin Vankova, com a Sara Montfort Verdaguer, filla del Bernat i la Marina (T2)
- Carme Conesa, com a Clàudia Miralles (T2)
- Jan Buxaderas, com a Joan, fill de la Clàudia (T2)
- Pau Ferran, com a Germán (T2)
- Míriam Marcet, com a Fani (T2)
- Xavi Sáez, com a Abel (T2)
- Sara Diego, com a Carla, parella del Manel (T2-recurrent)
- Carles Arquimbau, com a Arturo † (T2)
- Rubén Ametllé, com a Joan Ramon, fill de l'Arturo (T2)
- Montse Esteve, com a Montse Molins Costa, germana de la Gemma (T2)
- Júlia Barceló, com a Llúcia, filla de la Montse (T2)
- Borja Espinosa, com a Aimar, pare de la Júlia (T2)
- Juan Carlos Gustems, com a Guifré Casamada, pare de la Paula (T2)
- Noël Olivé, com a Lina Ràfols, mare de la Paula i germana de l'Armando (T2)
- Patricia Bargalló, com a Rita, filla de la Lina i germana de la Paula (T2)
- Jordi Oriol, com a Fèlix (T2)
- Oriol Tarrasón, com a Octavi Barrés (T2)
- Alejandro Bordanove, com a Virgili Barrés, fill de l'Octavi (T2)
- Francesc Colomer, com a Nandu (T2)
- Laura Pujolàs, com a Esther (T2)
- Ernesto Collado, com a Mateu Solà (T2)
- Tània Sarrias, com a Susana, dona del Mateu (T2)
- Belén Fabra, com a Clara (T2-T3)
- Miriam Escurriola, com a Miren, amiga de la Cati (T3-T4)
- Marta Millà, com a Elisabet Carrión (T3)
- Javier Beltrán, com a Bruno Sastre Robisco (T3-T4)
- Rita El Jebari, com a Manar Maalouf (T3)
- Martina Roura, com a Blanca Soto, parella de l'Eloi (T3)
- Carme Poll, com a Dolors (T3-T4)
- Artur Busquets, com a Edu Vàzquez (T3)
- Júlia Trúyol, com a Natàlia Vàzquez, germana de l'Edu (T3-T5)
- Mima Riera, com a Lola Carreras (T3-T4)
- Ferran Vilajosana, com a Raul, cosí de l'Eloi i l'Anna (T3)
- Anna Ycobalzeta, com a Romina Tantull (T3)
- Mia Sala-Patau, com a Mònica, filla de la Romina (T3)
- Joan Carreras, com a Eudald Miralvet, fill de la Irene (T3)
- Anna Gràcia, com a Irene Fontrodona †, mare de l'Eudald(T3)
- Núria Gago, com a Xesca Peris, parella del Quim i la Cati (T3-T4)
- Max Grosse, com a Kevin (T3-T4)
- Sandra Monclús, com a Glòria Santos (T3)
- Josep Maria Riera, com a Juanjo (T3-T4)
- Pep Munné, com a Dídac (T3)
- Pep Ferrer, com a Isaac (T3)
- Fèlix Pons, com a Dani (T3-T5)
- Oriol Puig, com a Petrus (T3-T4)
- Alba Aloy, com a Berta (T3-T4)
- Sara Espígul, com a Cèlia (T3-actualitat)
- Jordi Banacolocha, com a Ramon, pare de la Pili (T3-T4)
- Aitor Galisteo, com a Gabriel † (T3-T4)
- Quim Llisorgas, com a Hèctor, germà del Gabriel (T4-recurrent)
- Carol Muakuku, com a Elisa (T4)
- Aleix Melé, com a Juli, parella de l'Anna (T4-T5)
- Carlota Olcina, com a Cristina (T4-actualitat)
- Biel Duran, com a Quique (T4-actualitat)
- Vicenta N'Dongo, com a Eulàlia (T4-T5)
- Jordi Vidal, com a Ricard (T4)
- Meritxell Huertas, com a Gina (T4-actualitat)
- Juli Fàbregas, com a Ignasi (T4)
- Lua Amat, com a Patrícia "Patri", germana del Manel (T4-actualitat)
- Eloi Martín Casanovas, com a Jair (T5-T6)
- Daniela Brown, com a Naiara (T5-actualitat)
- Oriol Cervera, com a Toni petit (T5-actualitat)
- David Vert, com a Toni, pare de la Naiara i el Toni petit (T5-actualitat)
- Marc Rodríguez, com a Agustí, pare del Marcel (T6-actualitat)
- Nil Cardoner, com a Marcel, germà del Marc (T6-actualitat)
- Meritxell Calvó, com a Paloma (T6)
- Xavi Mira, com a Emili (T6)[6]
- Victòria Pagès, com a Alexandra (T6)
- Betsy Túrnez, com a Bibi (T6-T7)
- Ernest Villegas, com a Salva, parella de la Marta (T6-actualitat)
- Gemma Brió, com a Ainhoa † (T6-T7)
- Eduard Buch, com a Francesc, parella de la Sílvia (T7- actualitat)
- Sílvia Marty, com a Sofia (T7)[7]
- Albert Ausellé, com a Ricky (T7)
- Alexandra Pino, com a Virgínia, germana del Marc i el Marcel (T7-T8)
- Carlos Troya, com a Aitor (T7)
- Isaac Alcayde, com a Jofre (T7)[8]
- Clara de Ramón, com a Etna, filla d'en Jofre (T7-T8)[8]
- Quimet Pla, com a Maties †, pare d'en Jofre i avi de l'Etna (T7)
- Jordi Llovet, com a Lluc, cosí de la Gina (T7)
- Clàudia Cos, com a Marisol (T7)
- Pep Ambròs, com a Víctor (T8-actualitat)
- Gerard Navarro, com a Joel, fill adoptiu de la Marta i en Salva (T7-actualitat)
- Mariona Ribas, com a Isabel, mare biològica d'en Joel (T8-actualitat)
- Tucho Garçon, com a Esteve, pare biològic d'en Joel (T8-actualitat)
- Mercè Martínez, com a Neus, germana del Francesc (T8-actualitat)
- Adrià Collado, com a Miqui, marit de la Neus (T8-actualitat)
- Mercè Comes, com a Matilde †, tieta de la Gina (T8)
- Míriam Alamany, com a Lídia, cosina de la Gina (T8-actualitat)
- Dafnis Balduz, com a Bolaños, professor i company del Quique (T8-actualitat)
- Ivan Benet, com a Rodri (T8)
- Marina Gatell, com a Àngela, exparella del Víctor (T8)
- Martina Rabadán, com a Aloma, filla del Víctor i l'Àngela (T8)

## Temporades (2017-...)
| Actor                | Personatge       | Temporada    | Temporada    | Temporada    | Temporada    | Temporada    | Temporada    |
| Actor                | Personatge       | 1            | 2            | 3            | 4            | 5            | 6            |
| -------------------- | ---------------- | ------------ | ------------ | ------------ | ------------ | ------------ | ------------ |
| Eduard Farelo        | Miquel Cuevas    | Protagonista | Protagonista | Protagonista | Protagonista | Protagonista | Protagonista |
| Marc Cartes          | Andreu Vilella   | Protagonista | Protagonista | Protagonista | Protagonista | Protagonista | Protagonista |
| Àurea Márquez        | Gemma Molins     | Protagonista | Protagonista | Protagonista | Protagonista | Protagonista | Protagonista |
| Jordi Rico           | Quim Muñoz       | Protagonista | Protagonista | Protagonista | Protagonista | Protagonista | Protagonista |
| Montse Germán        | Sílvia Grau      | Protagonista | Protagonista | Protagonista | Protagonista | Protagonista | Protagonista |
| Andrés Herrera       | Jordi Quílez     | Protagonista | Protagonista | Protagonista | Protagonista | Protagonista | Protagonista |
| Sílvia Bel           | Marta Ramis      | Protagonista | Protagonista | Protagonista | Protagonista | Protagonista | Protagonista |
| Alicia González Laá  | Eva Codina       | Protagonista | Protagonista | Protagonista | Protagonista | Protagonista | Protagonista |
| Marta Angelat        | Joana Armengol   | Principal    | Principal    | Principal    |              |              |              |
| Manel Barceló        | Vicenç Vilella   | Principal    | Principal    | Recurrent    |              | Convidat     |              |
| Cristina Genebat     | Helena Reig      | Principal    | Principal    |              |              |              |              |
| Elena Gadel          | Noe Linares      | Principal    | Principal    | Principal    | Principal    | Principal    | Principal    |
| Biel Montoro         | Manel Vilella    | Principal    | Recurrent    | Recurrent    | Recurrent    | Recurrent    |              |
| Marc Martínez        | Cesc Jiménez     | Principal    |              |              |              |              |              |
| Pepo Blasco          | Litus Ramis      | Secundari    | Principal    | Principal    | Principal    | Principal    |              |
| Olalla Moreno        | Cati Adrover     | Principal    | Principal    | Principal    | Principal    | Principal    |              |
| Berta Castañé        | Júlia Codina     | Principal    | Principal    | Episòdic     | Principal    | Principal    |              |
| Santi Ricard         | Pep Huertas      | Recurrent    | Secundari    | Episòdic     |              |              |              |
| Miquel Gelabert      | Armando Ràfols   | Recurrent    | Episòdic     |              |              |              |              |
| Maria Rodríguez Soto | Sandra Busquets  | Principal    | Principal    | Principal    |              |              |              |
| Marco H. Medina      | Marc Muñoz       | Principal    | Principal    | Principal    | Principal    | Principal    |              |
| Laura Aubert         | Paula Casamada   | Recurrent    | Principal    |              |              |              |              |
| Josep Julien         | Marcos Alberdi   | Secundari    | Episòdic     | Secundari    |              |              |              |
| Òscar Rabadàn        | Santi Masdeu     | Secundari    | Recurrent    | Recurrent    |              |              |              |
| Mar del Hoyo         | Laia Baqué       | Secundari    | Secundari    |              |              |              |              |
| Ángela Cervantes     | Anna Quílez      | Principal    | Principal    | Principal    | Principal    | Principal    |              |
| Enric Auquer         | Eloi Quílez      | Principal    | Principal    | Principal    |              |              |              |
| Ramón Pujol          | Xavi Galiana     | Secundari    | Secundari    | Secundari    | Secundari    | Recurrent    |              |
| Álvar Triay          | Jaume            | Episòdic     | Episòdic     |              |              |              |              |
| Miquel Bonet         | Enric            | Episòdic     | Episòdic     |              |              |              |              |
| Maife Gil            | Pilar Muñoz      | Secundari    |              |              |              |              |              |
| Mar Ayala            | Alba Vilella     | Secundari    | Secundari    | Secundari    |              |              |              |
| Max Sampietro        | Martí Vilella    | Secundari    | Secundari    | Secundari    |              |              |              |
| Miquel Sitjar        | Òscar Lopez      | Episòdic     | Secundari    |              |              |              |              |
| Carme Conesa         | Clàudia Miralles |              | Recurrent    |              |              |              |              |
| Míriam Iscla         | Marina Verdaguer |              | Principal    |              |              |              |              |
| Pau Ferran           | Germán           |              | Secundari    |              |              |              |              |
| Bernat Quintana      | Valentí Terrades |              | Principal    |              |              |              |              |
| Pau Durà             | Bernat Montfort  |              | Secundari    |              |              |              |              |
| Esther Cort          | Pili             |              | Recurrent    | Principal    | Principal    | Principal    |              |
| Jan Buxaderas        | Joan Miralles    |              | Secundari    |              |              |              |              |
| Jordi Oriol          | Fèlix            |              | Recurrrent   |              |              |              |              |
| Montse Esteve        | Monste Molins    |              | Secundari    |              |              |              |              |
| Belén Fabra          | Clara            |              | Recurrent    | Recurrent    |              |              |              |
| Oriol Tarrason       | Octavi Barrés    |              | Secundari    |              |              |              |              |
| Noel Olivé           | Lina Ràfols      |              | Recurrent    |              |              |              |              |
| Xènia Reguant        | Vero Cauder      | Episòdic     | Secundari    |              |              |              |              |
| Carles Arimbau       | Arturo Gascón    |              | Recurrent    |              |              |              |              |
| Roger Coma           | Iván Caparrós    |              | Principal    | Principal    | Principal    | Principal    |              |
| Xavi Sáez            | Abel             |              | Secundari    | Episòdic     |              |              |              |
| Sara Diego           | Carla            |              | Secundari    |              |              |              |              |
| Anna Güell           | Paz              |              | Principal    | Principal    |              |              |              |
| Jaume Solà           | Ismael Ramis     | Episòdic     | Secundari    | Secundari    | Secundari    | Secundari    |              |
| Borja Espinosa       | Aimar            |              | Secundari    |              |              |              |              |
| Ernesto Collado      | Mateu Solà       |              | Principal    | Episòdic     |              |              |              |
| Mima Riera           | Lola Carreras    |              |              | Secundari    |              |              |              |
| Artur Busquets       | Edu Vázquez      |              |              | Recurrent    |              |              |              |
| Marta Millà          | Elisabet Carrión |              |              | Secundari    |              |              |              |
| Javier Beltran       | Bruno Sastre     |              |              | Secundari    | Secundari    | Secundari    |              |
| Anna Ycobalzeta      | Romina Tantull   |              |              | Secundari    |              |              |              |
| Joan Carreras        | Eudald Miralvet  |              |              | Recurrent    |              |              |              |
| Anna Gràcia          | Irene Fontrodona |              |              | Secundari    |              |              |              |
| Núria Gago           | Xesca Peris      |              |              | Principal    | Principal    |              |              |
| Rita El Jebari       | Manar Maalouf    |              |              | Secundari    |              |              |              |
| Martina Roura        | Blanca Soto      |              |              | Episòdic     |              |              |              |
| Ferrán Vilajossana   | Raul             |              |              | Secundari    |              |              |              |
| Mia Sala-Patau       | Mònica           |              |              | Secundari    |              |              |              |
| Josep Maria Riera    | Juanjo Lluch     |              |              | Recurrent    |              |              |              |
| Aitor Galisteo       | Gabriel Torrent  |              |              | Secundari    | Episòdic     |              |              |
| Josep Maria Riera    | Hèctor Torrent   |              |              | Episòdic     | Secundari    |              |              |
| Sara Espigul         | Cèlia Vidal      |              |              | Episòdic     | Secundari    |              |              |
| Carlota Olcina       | Cristina         |              |              |              | Secundari    | Secundari    |              |
| Biel Durà            | Quique Matas     |              |              |              | Secundari    | Secundari    |              |

## Temporada 1 (2017-18)
| Capítols emesos | Capítols emesos | Capítols emesos         | Capítols emesos | Capítols emesos   |
| #               | Núm. temp.      | Data d'emissió          | Espectadors     | Quota de pantalla |
| --------------- | --------------- | ----------------------- | --------------- | ----------------- |
| 1               | 1               | 11 de setembre del 2017 | 336.000         | 12,9%             |
| 2               | 2               | 12 de setembre del 2017 | 329.000         | 20,4%             |
| 3               | 3               | 13 de setembre del 2017 | 189.000         | 12%               |
| 4               | 4               | 14 de setembre del 2017 | 206.000         | 13,6%             |
| 5               | 5               | 15 de setembre del 2017 | 251.000         | 16,4%             |
| 6               | 6               | 18 de setembre del 2017 | 212.000         | 13,6%             |
| 7               | 7               | 19 de setembre del 2017 | 268.000         | 16,1%             |
| 8               | 8               | 21 de setembre del 2017 | 213.000         | 15%               |
| 9               | 9               | 22 de setembre del 2017 | 220.000         | 13,4%             |
| 10              | 10              | 25 de setembre del 2017 | 221.000         | 13,4%             |
| 11              | 11              | 26 de setembre del 2017 | 247.000         | 16,2%             |
| 12              | 12              | 27 de setembre del 2017 | 192.000         | 11,8%             |
| 13              | 13              | 28 de setembre del 2017 | 199.000         | 13,9%             |
| 14              | 14              | 29 de setembre del 2017 | 225.000         | 15,1%             |
| 15              | 15              | 4 d'octubre del 2017    | 256.000         | 17,7%             |
| 16              | 16              | 5 d'octubre del 2017    | 235.000         | 16,3%             |
| 17              | 17              | 6 d'octubre del 2017    | 278.000         | 18,3%             |
| 18              | 18              | 9 d'octubre del 2017    | 310.000         | 18,7%             |
| 19              | 19              | 10 d'octubre del 2017   | 231.000         | 15,2%             |
| 20              | 20              | 13 d'octubre del 2017   | 222.000         | 13,3%             |
| 21              | 21              | 16 d'octubre del 2017   | 213.000         | 13,8%             |
| 22              | 22              | 17 d'octubre del 2017   | 226.000         | 14,6%             |
| 23              | 23              | 18 d'octubre del 2017   | 240.000         | 15,3%             |
| 24              | 24              | 19 d'octubre del 2017   | 248.000         | 15,2%             |
| 25              | 25              | 20 d'octubre del 2017   | 211.000         | 13,1%             |
| 26              | 26              | 23 d'octubre del 2017   | 252.000         | 15%               |
| 27              | 27              | 24 d'octubre del 2017   | 227.000         | 14,9%             |
| 28              | 28              | 25 d'octubre del 2017   | 227.000         | 15,7%             |
| 29              | 29              | 30 d'octubre del 2017   | 333.000         | 20,6%             |
| 30              | 30              | 31 d'octubre del 2017   | 193.000         | 13,5%             |
| 31              | 31              | 2 de novembre del 2017  | 209.000         | 13,8%             |
| 32              | 32              | 3 de novembre del 2017  | 298.000         | 19,8%             |
| 33              | 33              | 6 de novembre del 2017  | 235.000         | 14,4%             |
| 34              | 34              | 7 de novembre del 2017  | 220.000         | 15,3%             |
| 35              | 35              | 9 de novembre del 2017  | 225.000         | 14%               |
| 36              | 36              | 10 de novembre del 2017 | 247.000         | 15,3%             |
| 37              | 37              | 13 de novembre del 2017 | 239.000         | 15,2%             |
| 38              | 38              | 14 de novembre del 2017 | 251.000         | 16,3%             |
| 39              | 39              | 15 de novembre del 2017 | 190.000         | 12,7%             |
| 40              | 40              | 16 de novembre del 2017 | 247.000         | 16,9%             |
| 41              | 41              | 17 de novembre del 2017 | 184.000         | 12,8%             |
| 42              | 42              | 20 de novembre del 2017 | 237.000         | 15,9%             |
| 43              | 43              | 21 de novembre del 2017 | 163.000         | 10,8%             |
| 44              | 44              | 22 de novembre del 2017 | 173.000         | 12%               |
| 45              | 45              | 23 de novembre del 2017 | 230.000         | 14,8%             |
| 46              | 46              | 24 de novembre del 2017 | 278.000         | 18,5%             |
| 47              | 47              | 27 de novembre del 2017 | 242.000         | 15,6%             |
| 48              | 48              | 28 de novembre del 2017 | 209.000         | 14,2%             |
| 49              | 49              | 29 de novembre del 2017 | 174.000         | 11,4%             |
| 50              | 50              | 30 de novembre del 2017 | 228.000         | 16,4%             |
| 51              | 51              | 1 de desembre del 2017  | 257.000         | 15,8%             |
| 52              | 52              | 4 de desembre del 2017  | 248.000         | 14,9%             |
| 53              | 53              | 5 de desembre del 2017  | 249.000         | 18,4%             |
| 54              | 54              | 7 de desembre del 2017  | 232.000         | 13,9%             |
| 55              | 55              | 11 de desembre del 2017 | 274.000         | 18,1%             |
| 56              | 56              | 12 de desembre del 2017 | 243.000         | 16,9%             |
| 57              | 57              | 13 de desembre del 2017 | 256.000         | 16,4%             |
| 58              | 58              | 14 de desembre del 2017 | 242.000         | 15,8%             |
| 59              | 59              | 15 de desembre del 2017 | 241.000         | 17,3%             |
| 60              | 60              | 18 de desembre del 2017 | 211.000         | 13,1%             |
| 61              | 61              | 19 de desembre del 2017 | 186.000         | 11,7%             |
| 62              | 62              | 20 de desembre del 2017 | 235.000         | 14,6%             |
| 63              | 63              | 21 de desembre del 2017 | 247.000         | 14,7%             |
| 64              | 64              | 22 de desembre del 2017 | 217.000         | 13%               |
| 65              | 65              | 27 de desembre del 2017 | 269.000         | 14,9%             |
| 66              | 66              | 28 de desembre del 2017 | 240.000         | 14,7%             |
| 67              | 67              | 29 de desembre del 2017 | 214.000         | 11,8%             |
| 68              | 68              | 2 de gener del 2018     | 255.000         | 13,2%             |
| 69              | 69              | 3 de gener del 2018     | 284.000         | 16,1%             |
| 70              | 70              | 4 de gener del 2018     | 218.000         | 12%               |
| 71              | 71              | 5 de gener del 2018     | 218.000         | 12%               |
| 72              | 72              | 8 de gener del 2018     | 257.000         | 14,5%             |
| 73              | 73              | 9 de gener del 2018     | 235.000         | 13,7%             |
| 74              | 74              | 10 de gener del 2018    | 318.000         | 19,7%             |
| 75              | 75              | 11 de gener del 2018    | 259.000         | 16,1%             |
| 76              | 76              | 12 de gener del 2018    | 226.000         | 12,6%             |
| 77              | 77              | 15 de gener del 2018    | 263.000         | 15,3%             |
| 78              | 78              | 16 de gener del 2018    | 229.000         | 14,4%             |
| 79              | 79              | 17 de gener del 2018    | 277.000         | 19,5%             |
| 80              | 80              | 18 de gener del 2018    | 275.000         | 16,7%             |
| 81              | 81              | 19 de gener del 2018    | 244.000         | 14,9%             |
| 82              | 82              | 22 de gener del 2018    | 252.000         | 16,2%             |
| 83              | 83              | 23 de gener del 2018    | 253.000         | 15,4%             |
| 84              | 84              | 24 de gener del 2018    | 295.000         | 19,6%             |
| 85              | 85              | 25 de gener del 2018    | 315.000         | 20,7%             |
| 86              | 86              | 26 de gener del 2018    | 275.000         | 15,8%             |
| 87              | 87              | 29 de gener del 2018    | 250.000         | 16,7%             |
| 88              | 88              | 30 de gener del 2018    | 239.000         | 16,4%             |
| 89              | 89              | 31 de gener del 2018    | 237.000         | 14,6%             |
| 90              | 90              | 1 de febrer del 2018    | 228.000         | 13,6%             |
| 91              | 91              | 2 de febrer del 2018    | 298.000         | 17,9%             |
| 92              | 92              | 5 de febrer del 2018    | 306.000         | 16,4%             |
| 93              | 93              | 6 de febrer del 2018    | 309.000         | 17,7%             |
| 94              | 94              | 7 de febrer del 2018    | 274.000         | 17,7%             |
| 95              | 95              | 8 de febrer del 2018    | 313.000         | 17,6%             |
| 96              | 96              | 9 de febrer del 2018    | 271.000         | 17,7%             |
| 97              | 97              | 12 de febrer del 2018   | 277.000         | 14,5%             |
| 98              | 98              | 13 de febrer del 2018   | 288.000         | 15,9%             |
| 99              | 99              | 14 de febrer del 2018   | 289.000         | 17,7%             |
| 100             | 100             | 15 de febrer del 2018   | 264.000         | 17,6%             |
| 101             | 101             | 16 de febrer del 2018   | 247.000         | 15,9%             |
| 102             | 102             | 19 de febrer del 2018   | 268.000         | 15,1%             |
| 103             | 103             | 20 de febrer del 2018   | 254.000         | 16,4%             |
| 104             | 104             | 21 de febrer del 2018   | 307.000         | 19,2%             |
| 105             | 105             | 22 de febrer del 2018   | 291.000         | 18,4%             |
| 106             | 106             | 23 de febrer del 2018   | 298.000         | 17,7%             |
| 107             | 107             | 26 de febrer del 2018   | 317.000         | 16,7%             |
| 108             | 108             | 27 de febrer del 2018   | 347.000         | 18,8%             |
| 109             | 109             | 28 de febrer del 2018   | 321.000         | 16,8%             |
| 110             | 110             | 1 de març del 2018      | 271.000         | 18,6%             |
| 111             | 111             | 2 de març del 2018      | 308.000         | 18,3%             |
| 112             | 112             | 5 de març del 2018      | 301.000         | 17,1%             |
| 113             | 113             | 6 de març del 2018      | 278.000         | 17,1%             |
| 114             | 114             | 7 de març del 2018      | 278.000         | 18,8%             |
| 115             | 115             | 8 de març del 2018      | 216.000         | 13,2%             |
| 116             | 116             | 9 de març del 2018      | 244.000         | 15,1%             |
| 117             | 117             | 12 de març del 2018     | 229.000         | 14,1%             |
| 118             | 118             | 13 de març del 2018     | 310.000         | 19,5%             |
| 119             | 119             | 14 de març del 2018     | 281.000         | 16,9%             |
| 120             | 120             | 15 de març del 2018     | 246.000         | 15,7%             |
| 121             | 121             | 16 de març del 2018     | 250.000         | 15,4%             |
| 122             | 122             | 19 de març del 2018     | 321.000         | 14,3%             |
| 123             | 123             | 20 de març del 2018     | 231.000         | 15%               |
| 124             | 124             | 21 de març del 2018     | 355.000         | 22,1%             |
| 125             | 125             | 23 de març del 2018     | 317.000         | 19%               |
| 126             | 126             | 26 de març del 2018     | 326.000         | 19,5%             |
| 127             | 127             | 3 d'abril del 2018      | 264.000         | 15,8%             |
| 128             | 128             | 4 d'abril del 2018      | 282.000         | 17,5%             |
| 129             | 129             | 5 d'abril del 2018      | 274.000         | 18,1%             |
| 130             | 130             | 6 d'abril del 2018      | 341.000         | 19,9%             |
| 131             | 131             | 9 d'abril del 2018      | 245.000         | 16%               |
| 132             | 132             | 10 d'abril del 2018     | 310.000         | 16,2%             |
| 133             | 133             | 11 d'abril del 2018     | 294.000         | 19%               |
| 134             | 134             | 12 d'abril del 2018     | 237.000         | 16,5%             |
| 135             | 135             | 13 d'abril del 2018     | 329.000         | 18,9%             |
| 136             | 136             | 16 d'abril del 2018     | 335.000         | 20%               |
| 137             | 137             | 17 d'abril del 2018     | 275.000         | 18,6%             |
| 138             | 138             | 18 d'abril del 2018     | 294.000         | 17,4%             |
| 139             | 139             | 19 d'abril del 2018     | 270.000         | 18,6%             |
| 140             | 140             | 20 d'abril del 2018     | 268.000         | 17,1%             |
| 141             | 141             | 23 d'abril del 2018     | 238.000         | 18,7%             |
| 142             | 142             | 24 d'abril del 2018     | 262.000         | 18,7%             |
| 143             | 143             | 25 d'abril del 2018     | 269.000         | 17%               |
| 144             | 144             | 26 d'abril del 2018     | 232.000         | 16,5%             |
| 145             | 145             | 27 d'abril del 2018     | 291.000         | 18,8%             |
| 146             | 146             | 30 d'abril del 2018     | 190.000         | 11,6%             |
| 147             | 147             | 2 de maig del 2018      | 230.000         | 15,4%             |
| 148             | 148             | 3 de maig del 2018      |                 |                   |
| 149             | 149             | 4 de maig del 2018      |                 |                   |
| 150             | 150             | 7 de maig del 2018      |                 |                   |
| 151             | 151             | 8 de maig del 2018      |                 |                   |
| 152             | 152             | 9 de maig del 2018      |                 |                   |
| 153             | 153             | 10 de maig del 2018     |                 |                   |
| 154             | 154             | 11 de maig del 2018     |                 |                   |

## Temporada 6 (2022-…)
| Capítols emesos | Capítols emesos | Capítols emesos               | Capítols emesos | Capítols emesos   | Capítols emesos |
| #               | Núm. temp.      | Data d'emissió                | Espectadors     | Quota de pantalla | ref.            |
| --------------- | --------------- | ----------------------------- | --------------- | ----------------- | --------------- |
| 956             | 1               | dilluns 5 de setembre de 2023 | 241 000         | 17,9 %            | [ 9 ]           |
| 957             | 2               | dimarts 6 de setembre de 2023 | 309 000         | 24,0 %            | [ 10 ]          |
| [...]           |                 |                               |                 |                   |                 |
| 1081            | 126             | divendres 17 de març de 2023  | 358 000         | 24,7 %            | [ 11 ]          |
| [...]           |                 |                               |                 |                   |                 |
| 1113            | 157             | divendres 5 de maig de 2023   | 288 000         | 23,1 %            | [ 12 ]          |
| 1114            | 158             | dilluns 8 de maig de 2023     | 260 000         | 19,9%             | [ 13 ]          |
| 1115            | 159             | dimarts 9 de maig de 2023     | 204 000         | 16,5 %            | [ 14 ]          |
| 1116            | 160             | dimecres 10 de maig de 2023   | 186 000         | 14,8 %            | [ 15 ]          |
| 1117            | 162             | dijous 11 de maig de 2023     | 192 000         | 15,6 %            | [ 16 ]          |
| 1118            | 163             | divendres 12 de maig de 2023  | 255 000         | 18,0 %            | [ 17 ]          |